# Han Gang
Han Gang (hangul: 한강, handzsa: 韓江; nemzetközi formában: Han Kang; 1970. november 27.–) Nobel-díjas dél-koreai írónő. 2007 és 2018 között a Szöuli Művészeti Intézetben kreatív írást oktatott. Nemzetközi hírnévre a Növényevő című regényével tett szert, mellyel első koreai íróként nyerte el a Nemzetközi Booker-díjat 2016-ban. 2024-ben irodalmi Nobel-díjat kapott „intenzív költői prózájáért, amely szembenéz a történelmi traumákkal és feltárja az emberi élet törékenységét.”

## Gyerekkora és tanulmányai
Han Gang művészcsaládban nőtt fel, édesapja Han Szungvon (Han Seungwon) ismert író, bátyja, Han Dongnim (Han Dongrim) szintén író, öccse, Han Gangin pedig író és képregényművész.
Han Kvangdzsu (Gwangju)ban született, kilencéves volt, amikor Szöulba költözött a család, nem sokkal a kvangdzsui (gwangjui) felkelés előtt. Han 12 éves volt, amikor otthonukban fényképeket talált a felkelésről, ez meghatározó élmény volt a számára, mely befolyásolta a világképét és a későbbi műveit is.
Apja, aki feladta tanári állását, hogy író legyen, nehezen szerzett pénzt, ami negatív hatással volt a családra is. Han később úgy írta le a gyerekkorát mint ami „túl sok egy kisgyereknek”. A könyvekkel vigasztalódott. Han koreai nyelvet és irodalmat tanult a Jonsze (Yonsei) Egyetemen. 1998-ban részt vett az Iowai Egyetem nemzetközi íróprogramjában.

## Pályafutása
Miután lediplomázott, egy ideig a Szemtho (샘터, Saemteo) magazinnak dolgozott újságíróként. 1993-ban öt verse jelent meg az Irodalom és Társadalom (Munhakkva szahö (Munhakgwa sahoe), 문학과 사회) című folyóiratban. 1994-ben jelent meg első novellája, a Pulgun tat (hangul: 붉은 닻, RR: Bulgeun dat, ’Vörös horgony’), akkor még Han Ganghjon (한강현, Han Ganghyeon) név alatt. A mű elnyerte a Szoul Sinmun (Seoul Sinmun) napilap újévi irodalmi versenyének fődíját. Első novellagyűjteménye 1995-ben jelent meg Joszui szarang (hangul: 여수의 사랑, RR: Yeosu-ui sarang, ’Szerelem Joszu (Yeosu) iránt’) címmel. Ezt követően felmondott a munkahelyén, hogy az írással foglalkozhasson.
2007-ben jelent meg Kamangaman purunun nore (hangul: 가만가만 부르는 노래, RR: Gamangaman bureuneun norae, ’Lágyan énekelt dal’) című könyve, melyhez zenei album is tartozott. Először nem akarta maga felénekelni a dalokat, de Han Dzsongnim (Han Jeongrim) zenei igazgató meggyőzte, hogy neki kell elénekelnie azokat. Ugyanebben az évben kezdett el dolgozni a Szöuli Művészeti Intézetben, ahol kreatív írást oktatott.
Egyetemistaként Han szinte megszállottja lett a modernista költőtől, I Szang (Yi Sang)tól származó idézetnek: „Hiszem, hogy az embereknek növényeknek kellene lenniük.” Han úgy értelmezte a mondatot, hogy az a japán megszállás alatti koreai gyarmati történelem erőszakosságával szembeni védekező álláspontot jelenti. Ez isnpirálta a Növényevőt. A háromrészes regény második része, A mongolfolt elnyerte az I Szang irodalmi díjat. A másik két rész (a Növényevő és a Lángoló erdő) szerződésbeli problémák miatt akkor még nem jelenhetett meg.
A Növényevő Han első regénye volt, amelyet angolra fordítottak. A fordítás elnyerte a Nemzetközi Booker-díjat 2016-ban. Han volt az első koreai, akit jelöltek az elismerésre, és a Növényevő volt az első koreai regény, amely elnyerte a díjat. Deborah Smith fordítását ugyanakkor kritika is érte, amiért alapvető hibákat vétett a fordítás során, melyek abból fakadtak, hogy a műfordító nem ismerte jól a koreai kultúrát. Azt is negatívumként értékelték, hogy erőteljesen eltért Han eredeti írói stílusától. A regényt magyarra Németh Nikoletta és Kim Boguk (Kim Bogook) fordította, az eredetivel pedig Kiss Marcell vetette össze.
Az írónő Nemes teremtmények című regénye 2016-ban jelent meg angolul, magyarra Kiss Marcell fordította.
Han harmadik regénye, a Hin (hangul: 흰, RR: Hwin; angol címén: The White Book) szintén felkerült a Nemzetközi Booker-díj rövidlistájára 2018-ban, ugyancsak Deborah Smith fordításában.
2021-ben jelent meg Csakpjolhadzsi annunda (hangul: 작별하지 않는다, RR: Jakbyeolhaji anneunda; angol címén: We Do Not Part) című műve, mely az 1948–49-es csedzsui felkelésről, és annak egy családra gyakorolt hatásáról szól. A regény francia fordítása 2023-ban elnyerte a Prix Médicis Étranger díjat.
2023-ban jelent Han 2011-es Hirabo sigan (hangul: 희랍어 시간, RR: Huirabeo sigan; angol címén: Greek Lessons) című regényének angol verziója Deborah Smith és E Yaewon közös fordításában. A The Atlantic szerint ebben a regényben „a szavak egyszerre bizonyulnak túl kevésnek, és túl erősek ahhoz, hogy megszelídítsék őket”. Magyarul Görög leckék címmel a Jelenkor kiadó jelentette meg Kiss Marcell fordításában 2024-ben.

## Művei
- Joszui szarang (여수의 사랑, Yeosuui sarang), Moonji, 1995, ISBN 89-320-0750-0
- Komun szaszum (검은 사슴, Geomeun saseum), Munhakdongne, 1998, ISBN 89-8281-133-8
- Ne jodzsai jolme (내 여자의 열매, Nae yeojaui yeolmae), Changbi, 2000, ISBN 89-364-3657-0
- Kudei cshagaun szon (그대의 차가운 손, Geudaeui chagaun son), Moonji, 2002, ISBN 89-320-1304-7
- Cshesikcsuidzsa (채식주의자, Chaesikjuuija), Changbi 2007, ISBN 978-89-364-3359-8
  -  Növényevő. Jelenkor (2017). ISBN 9789636766184
- Parami punda, kara (바람이 분다, 가라, Barami bunda, gara), Moonji, 2010, ISBN 978-89-320-2000-6
- Hirabo sigan (희랍어 시간, Huirabeo sigan), Munhakdongne, 2011, ISBN 978-89-546-1651-5
  -  Görög leckék. Jelenkor (2024). ISBN 9789635183449
- Norangmunöjongvon (노랑무늬영원, Norangmunoeyeongwon), Moonji, 2012, ISBN 978-89-320-2353-3
- Szonjoni onda (소년이 온다, Sonyeoni onda), Changbi 2014, ISBN 978-89-364-3412-0
  -  Nemes teremtmények. Jelenkor (2018). ISBN 9789636767198
- Hin (흰, Huin), Nanda, 2016, ISBN 978-89-546-4071-8
- Csakpjolhadzsi annunda (작별하지 않는다, Jakbyeolhaji anneunda), Munhakdongne, 2021, ISBN 978-89-546-8215-2